# 1022
1022 (MXXII) fue un año común comenzado en lunes del calendario juliano.

## Acontecimientos
- Campaña de invierno por el emperador bizantino Basilio II contra Khoy al noroeste de Irán hasta el 1023.

## Nacimientos
- Haroldo II de Inglaterra, rey sajón de Inglaterra.

## Fallecimientos
- 23 de marzo - Zhenzong, tercer emperador de la Dinastía Song de China;
- Notker Labeo, teólogo, filólogo, matemático, astrónomo, músico y poeta;
- 20 de diciembre - Elvira Menéndez, esposa de Alfonso V de León, (* 996);
- Olaf Skötkonung - Rey de Suecia